# Marisa Miller
Marisa Miller, egentligenMarisa Lee Bertetta, född den 6 augusti 1978 i Santa Cruz, Kalifornien, är en amerikansk fotomodell. 
2008 prydde hon omslaget på Sports Illustrated Swimsuit Issue. Hon har varit en av Victoria's Secret Angels.

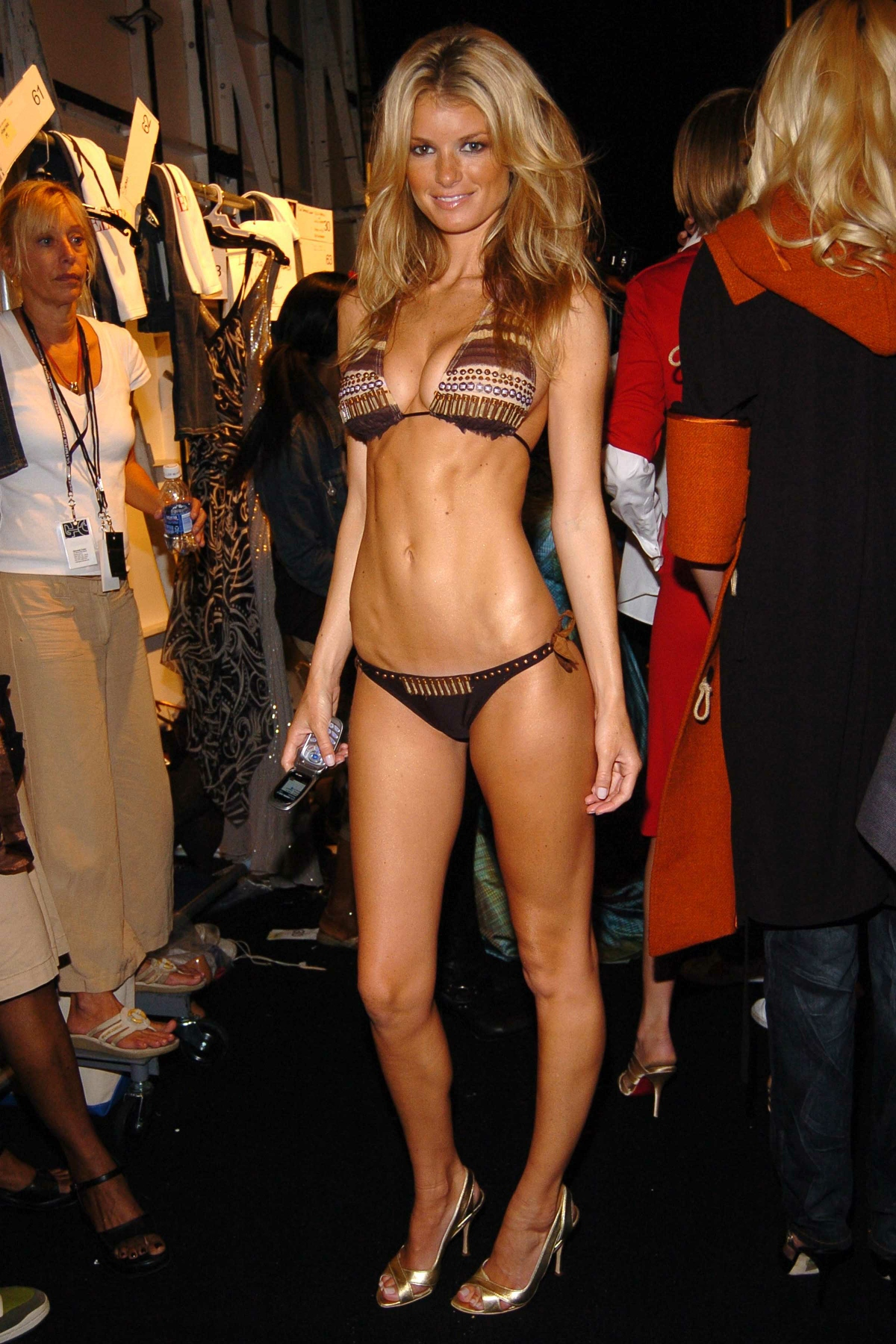
Marisa Miller, bild från 2007.